# Volitve v Evropski parlament 2019
Volitve v Evropski parlament 2019 so potekale med 23. in 26. majem 2019 v vseh državah članicah Evropske Unije. V Sloveniji so potekale v nedeljo, 26. maja. Največja stranke parlamenta je ponovno postala Evropska ljudska stranka, ki pa z drugo uvrščeno Stranko evropskih socialistov tokrat ni več tvorila večine.

## Rezultati
| Evropska skupina (2019–24)                                                                                     | Evropska skupina (2019–24) | Evropska skupina (2019–24)                                                                      | Vodilni kandidati | Vodilni kandidati       | Glasovi     | Glasovi | Osvojeni mandati  | Osvojeni mandati | Osvojeni mandati |
| Evropska skupina (2019–24)                                                                                     | Evropska skupina (2019–24) | Evropska skupina (2019–24)                                                                      | Vodilni kandidati | Vodilni kandidati       | Glasovi     | %       | Število poslancev | ∆                | %                |
| --- | -------------------------- | ----------------------------------------------------------------------------------------------- | ----------------- | ----------------------- | ----------- | ------- | ----------------- | ---------------- | ---------------- |
| | EPP                        | Evropska ljudska stranka European People's Party group                                          |                   | Manfred Weber           | 41.211.023  | 20,80   | 182 / 751         | −34              | 24.23            |
| | S&D                        | Napredno zavezništvo socialistov in demokratov Progressive Alliance of Socialists and Democrats |                   | Frans Timmermans        | 35.421.084  | 17,88   | 154 / 751         | −31              | 20.51            |
| | RE                         | Renew Europe                                                                                    |                   | Margrethe Vestager      | 23.788.652  | 12,01   | 108 / 751         | +39              | 14.38            |
| | G/EFA                      | Zeleni/Evropska svobodna zveza Greens–European Free Alliance                                    |                   | Bas Eickhout Ska Keller | 19.886.513  | 10,04   | 74 / 751          | +22              | 9.85             |
| | ID                         | Identiteta in demokracija Identity and Democracy                                                |                   | Marco Zanni             | 20.980.853  | 10,59   | 73 / 751          | +37              | 9.72             |
| | ECR                        | Evropski konservativci in reformisti European Conservatives and Reformists                      |                   | Jan Zahradil            | 14.207.477  | 7,17    | 62 / 751          | −15              | 8.26             |
| | GUE/NGL                    | Evropska združena levica-Zelena nordijska levica European United Left–Nordic Green Left         |                   | Violeta Tomić Nico Cué  | 10.219.537  | 5,16    | 41 / 751          | −11              | 5.46             |
| | NI                         | Nepovezani                                                                                      | /                 | /                       | 12.923.417  | 6,52    | 57 / 751          | +37              | 7.59             |
| Vsi ostali | Vsi ostali                 | Vsi ostali                                                                                      | Vsi ostali        | Vsi ostali              | 19.453.922  | 9,82    | 0 / 751           | N/A              | 0.00             |
| Skupaj | Skupaj                     | Skupaj                                                                                          | Skupaj            | Skupaj                  | 198.352.638 | 100,00  | 751               | Stagnacija       | 100,00           |
| Skupno število glasov samo za liste, ki so osvojile mesta in se pridružile ustrezni skupini (ali nepovezanim). |                            |                                                                                                 |                   |                         |             |         |                   |                  |                  |

## Seznam izvoljenih slovenskih poslancev
Glej: Seznam evroposlancev iz Slovenije (2019–2024)

## Razdelitev sedežev
Ker je bil izstop Združenega kraljestva prestavljen do oktobra 2019, so na majskih volitvah volili tudi tam. Ko je bil Brexit dokončen, se je število sedežev zmanjšalo na 705. 
| Država                 | 2019 |
| ---------------------- | ---- |
| Nemčija                | 96   |
| Francija               | 79   |
| Italija                | 76   |
| Španija                | 59   |
| Poljska                | 52   |
| Romunija               | 33   |
| Nizozemska             | 29   |
| Belgija                | 21   |
| Češka                  | 21   |
| Grčija                 | 21   |
| Madžarska              | 21   |
| Portugalska            | 21   |
| Švedska                | 21   |
| Avstrija               | 19   |
| Bolgarija              | 17   |
| Finska                 | 14   |
| Danska                 | 14   |
| Slovaška               | 14   |
| Hrvaška                | 12   |
| Irska                  | 13   |
| Litva                  | 11   |
| Latvija                | 8    |
| Slovenija              | 8    |
| Ciper                  | 7    |
| Estonija               | 6    |
| Luksemburg             | 6    |
| Malta                  | 6    |
| ( Združeno kraljestvo) | 73   |
| Skupaj                 | 778  |